# Hesdy Gerges
Hesdy Gerges (Amsterdam, 20 februari 1984) is een Nederlands kickbokser en thaibokser.
Gerges werd in 2003 als kickbokser actief op professioneel niveau en maakte deel uit van de franchises K-1, It's Showtime, Superkombat en Glory. Op 29 mei 2010 won hij de It's Showtime-titel in het zwaargewicht tegen Badr Hari. Op 28 januari 2012 verloor hij deze titel aan de Roemeen Daniel Ghiţă. Medio 2018 ging hij naar Bellator MMA.
Gerges was drugsmokkelaar voor de in 2012 geliquideerde crimineel en drugshandelaar Patrick Brisban.
Gerges is gehuwd met vechtsporter Denise Kielholtz.

## Biografie
- Frank van Gemert, Fighterheart: Hesdy Gerges, Just publishers, 2020, EAN 9789089750457